# کریس کوهن
کریستوفر دیوید کوهن (انگلیسی: Christopher David Cohen؛ زادهٔ ۵ مارس ۱۹۸۷) بازیکن فوتبال پیشین اهل انگلستان است.

## افتخارات
ناتینگهام فارست
- لیگ یک فوتبال انگلستان نایب قهرمان: ۰۸–۲۰۰۷

فردی
- بازیکن سال باشگاه فوتبال ناتینگهام فارست: ۰۹–۲۰۰۸، ۱۳–۲۰۱۲[۳]